# 霧台鄉
22°44′56″N 120°43′42″E / 22.7490234°N 120.7282181°E
霧臺鄉（俗字書寫作霧台鄉；魯凱語：Vudai）位於台灣屏東縣東北隅，屬於屏東縣下轄的八個山地鄉之一。全境面積約為278.7960平方公里，人口約有3,200人左右，人口密度每平方公里約12人，是屏東縣人口最少、人口密度最低的行政區，族群結構上主要為臺灣原住民族魯凱族，為屏東縣內唯一以魯凱族為主的山地鄉 ，亦是臺灣魯凱族人口最多的鄉鎮。由於該鄉為甲種山地管制區，須提前辦理登記證始可入境。

## 地理

### 位置
霧臺鄉位於屏東縣東北隅，中央山脈南段，霧頭山西北側山區，東與臺東縣卑南鄉、延平鄉為鄰，南以隘寮南溪上源與瑪家鄉、泰武鄉連接，西為三地門鄉，北以遙拜山稜線與高雄市茂林區相望。行政區域東西寬約10公里，南北長約13公里，全鄉面積約279平方公里，為屏東縣面積第二大行政區，僅次於獅子鄉。

### 地形與水文
霧臺鄉位於中央山脈南段主脊西側，即北大武山以北、王霸邊浦山以西的傾斜山地，境內山巒起伏富懸崖峭壁，平均海拔高度約1,000公尺，是屏東縣地理位置最高的鄉鎮，並有霧頭山、大母母山、知本主山、井步山等高山，境內可耕地極少。鄉境內北半部為隘寮北溪流域，南半部則有隘寮南溪及其支流流經。

### 氣候
霧臺鄉位於北回歸線以南，但由於地勢高聳，因此氣溫較低，其氣候特徵為冬暖夏涼，年均溫約為攝氏17至18度。年雨量較一般山區少，降雨量集中於5月至9月間的夏季，而10月至4月則為乾季。

### 人口
根據屏東縣政府民政處及內政部戶政司統計，2024年底霧臺鄉戶數約1.1千戶，人口約3.2千人，人口密度每平方公里約12人，是屏東縣人口最少、人口密度最低的行政區，並自高雄縣茂林鄉於2010年12月改制為高雄市茂林區後，成為臺灣本島人口最少的鄉。鄉內人口最多與最少的村為鄉治所在地的霧臺村與面積較小的吉露村，2024年底兩村人口分別為1,225人與192人，其中吉露村也是屏東縣人口最少的村里。境內居民主要為魯凱族，屬於西魯凱群，僅霧臺村伊拉社區部分為排灣族。

## 政治

### 歷任首長
| 任次 | 姓名   | 備註 |
| ---- | ------ | ---- |
| 1    | 盧德祥 |      |
| 2    | 盧媽達 |      |
| 3    | 盧媽達 |      |
| 4    | 巴信雲 |      |
| 5    | 巴信雲 |      |
| 6    | 顏金一 |      |
| 7    | 顏金一 |      |
| 8    | 杜國夫 |      |
| 9    | 杜國夫 |      |
| 10   | 沙本賞 |      |
| 11   | 柯啟川 |      |
| 12   | 柯啟川 |      |
| 13   | 杜傳   |      |
| 14   | 杜傳   |      |
| 15   | 顏金成 |      |
| 16   | 顏金成 |      |
| 17   | 杜正吉 |      |
| 18   | 杜正吉 |      |
| 19   | 巴正義 | 現任 |

### 鄉政組織
霧臺鄉公所是霧臺鄉最高層級的地方行政機關，在中華民國政府架構中為鄉自治的行政機關，同時負責執行縣政府及中央機關委辦事項。霧臺鄉的自治監督機關為屏東縣政府。鄉長由全體鄉民直接選舉產生，任期為四年，可連選連任一次。霧臺鄉公所並置鄉政會議，為鄉政最高決策機構，在鄉長之下，設有4課3室等7個內部單位及1個附屬機關。
霧臺鄉民代表會是霧臺鄉的最高民意機關，代表霧臺鄉全體鄉民立法和監察鄉政。鄉民代表由公民直選選出，任期為四年，可連選連任。霧臺鄉民代表會共有7位鄉民代表，分別為第一選區4席鄉民代表、第二選區3席鄉民代表，主席、副主席由7位鄉民代表互選產生。
霧臺鄉為屏東縣議會第十六選區，在屏東縣議會53席縣議員中，霧臺鄉共選出1席縣議員。

### 行政區
- 霧臺村：鄉行政中心。

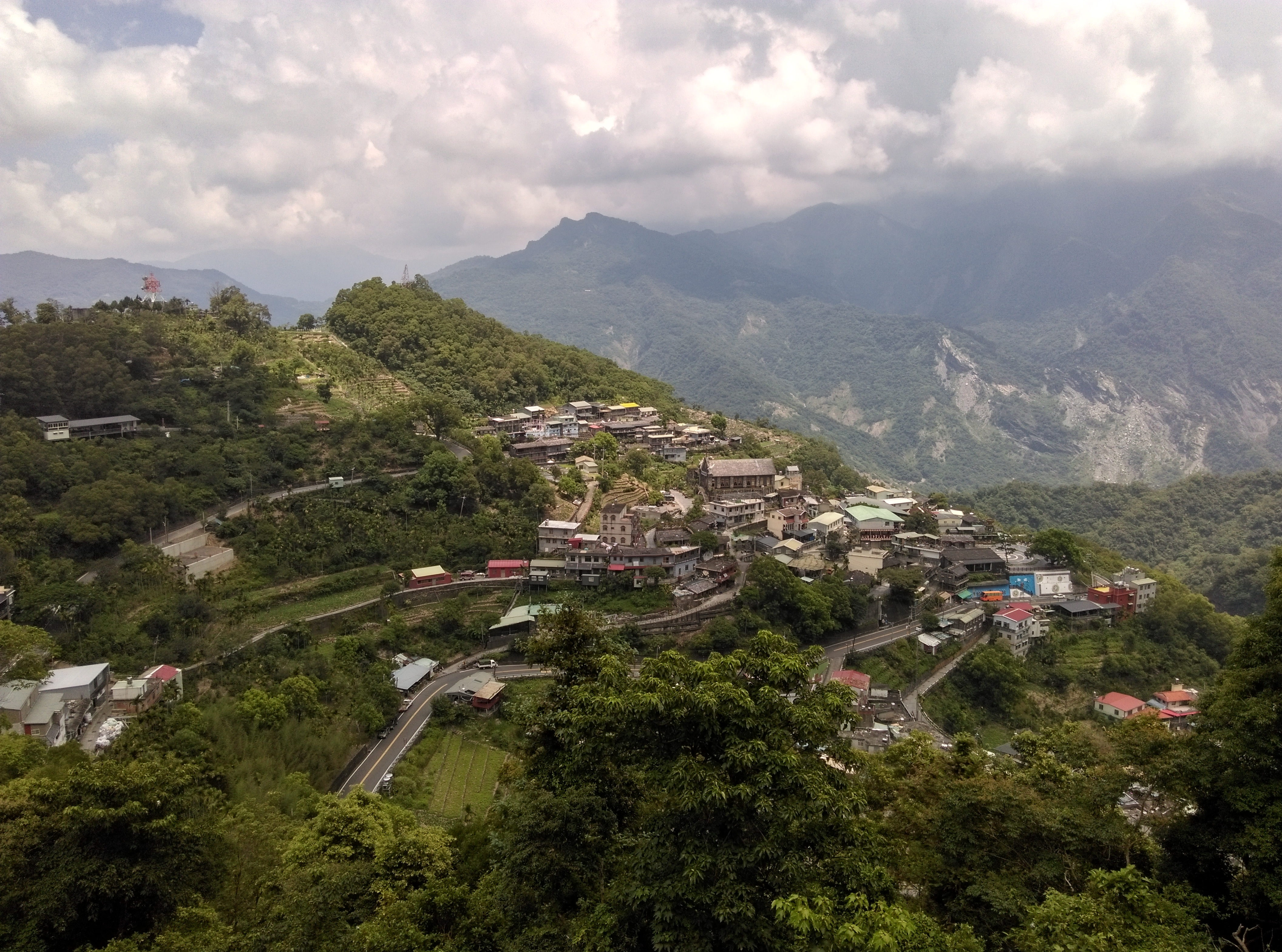
霧台部落

  - 谷川部落（Kudrengere，伊拉）：1955年遷至現址，2010年部分復遷至長治百合園區。
  - 神山部落（Kabalelhadhane，華容）
  - 霧臺部落（Vedai）
- 佳暮村：2010年所轄二部落部分遷至長治百合園區。
  - 舊佳暮部落（Karamedisane）
  - 新佳暮部落（Kabadanan）
- 大武村：
  - 大武部落（Labwane）：1943年遷至現址，2010年部分復遷至長治百合園區。
- 吉露村：
  - 吉露部落（Kinulane，去怒）：2010年遷至長治百合園區。
- 阿禮村：
  - 阿禮部落（Adiri）：2010年遷至長治百合園區。
    - 上阿禮部落（Swaumouman）
    - 下阿禮部落（Swabaliu）
- 好茶村：
  - 好茶部落（Kucapungane）：1977年遷至新好茶，2010年復遷至瑪家鄉禮納里（Rinari）。

| 霧臺鄉行政區劃                                      |
| 大武村 佳 暮 村 霧臺村 吉露村 阿禮村 好茶村 ←好茶村 |

## 公共服務

### 警政治安
- 屏東縣政府警察局里港分局
  - 霧台分駐所

### 消防
- 屏東縣政府消防局第一大隊
  - 霧台分隊

## 教育

### 國民中學
- 屏東縣立瑪家國民中學霧臺分部(1973-1995)：屏東縣霧臺鄉霧臺村

### 國民小學
- 屏東縣立霧臺國民小學(1927)：屏東縣霧臺鄉霧臺村中山巷44號◆2021年轉型為原住民族實驗教育學校。
  - 屏東縣霧臺鄉霧臺國民小學勵古百合分校(2013)：屏東縣霧臺鄉霧臺村11鄰文化街200號
  - 屏東縣霧臺鄉霧臺國民小學大武分校(1934-2010)：屏東縣霧臺鄉大武村大武佳暮聯絡道路2號(裁撤)1934.04.16屏東郡ライブアン教育所
  - 屏東縣霧臺鄉霧臺國民小學佳暮分校(1941-1997)：屏東縣霧臺鄉佳暮村(裁撤)
  - 屏東縣霧臺鄉霧臺國民小學伊拉分班(1958-1996)：屏東縣霧臺鄉霧臺村谷川巷
- 屏東縣霧臺鄉阿禮國民小學(1930-1991)：屏東縣霧臺鄉阿禮村 1930.01.10屏東郡アデル教育所 1991霧臺國小阿禮分班停班
  - 屏東縣霧臺鄉阿禮國民小學吉露分班：屏東縣霧臺鄉吉露村(裁撤)
- 屏東縣霧臺鄉好茶國民小學(1929-2009)：屏東縣霧臺鄉好茶村1929.04.01屏東郡コチヤボガン教育所

## 交通

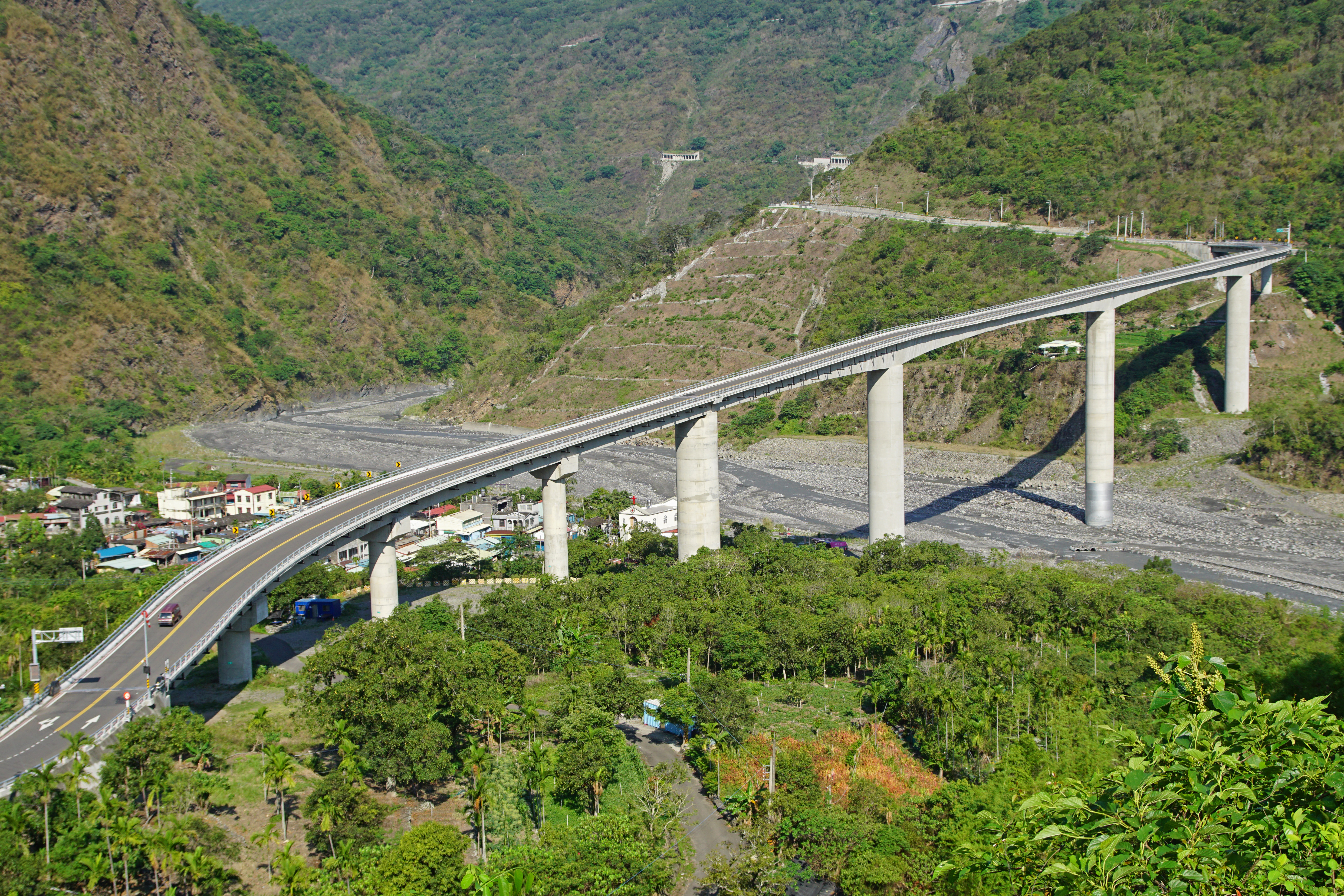
霧台谷川大橋

### 公路
省道
- 台24線
  - 霧台谷川大橋

## 旅遊景點
| - 霧台谷川大橋 - 交通部觀光署 - 茂林國家風景區 - 中華民國農業部 - 關山野生動物重要棲息環境 - 屏東縣霧台鄉公所 - 魯凱族文物館 - 圖書館 | - 神山部落任家住宅 - 好茶舊部落 - 伊拉瀑布 - 神山瀑布 - 哈尤溪 - 井步山 - 北大武山 |

## 商業
- 7-Eleven霧台門市

## 特產
- 小米
- 紅藜
- 芋頭
- 蕃薯
- 山芋
- 愛玉

## 外部連結
- 霧台鄉公所 （页面存档备份，存于）（繁體中文）